# エイシェト・ゼヌニム
エイシェト・ゼヌニム (Eisheth Zenunim、ヘブライ語: אֵשֶׁת זְנוּנִים)は、ユダヤの伝承に登場する、姦淫を司るサッキュバスで、「4人のデーモンの女王」の一人である。

## 概要
GWデニスによれば、ユダヤの伝承においてナアマ、アグラット・バット・マハラト、リリスと並ぶ「デーモンの女王」であり、サマエルの妻とされ、ダビデ王の元へ行って姦淫を為したと伝えられる。
名前は『ホセア書』の1章2節に登場する「淫行の妻」と関連する。
なお『岩波訳聖書』によれば、ヘブライ語の「既婚女性が夫以外の男性と交わす」情交は一応「ザーナー」で、その語から派生した語の1つ「ゼヌニム」は、あまり使用されない。

## クロウリーによる解釈
カバラでは、ビナーのクリフォトのために、サハリエルを支配するクリフォトの王女。彼女はゾーハル1:5a-bの中で「イシェト・ゼナニム」または「クォデシャー」と呼ばれている。ユダヤの神話では、彼女は呪われた魂を食べると言われている。